# Torbeo

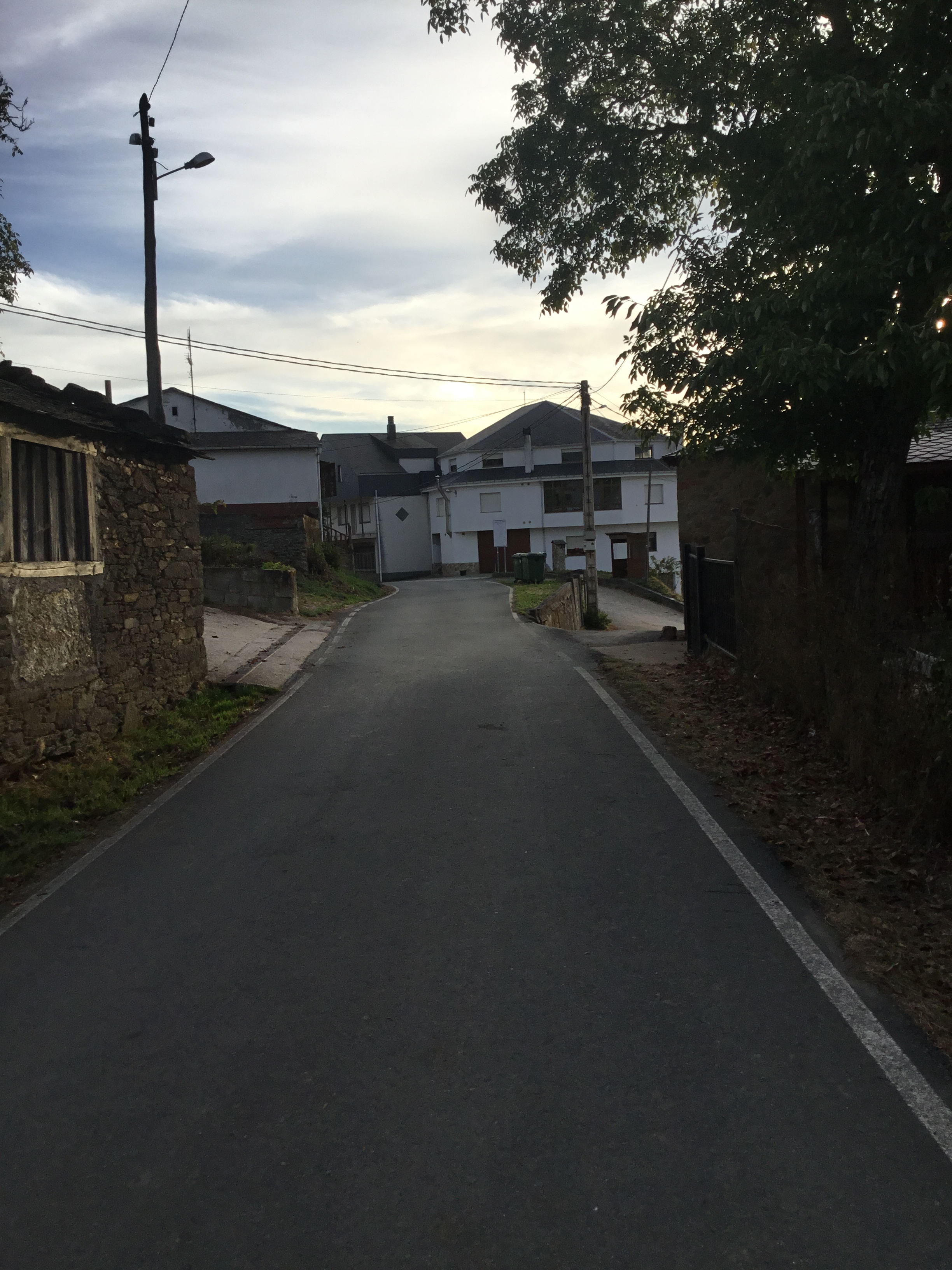
Centre del Poble

Torbeo és una parròquia gallega del municipi de Ribas de Sil, a la província de Lugo.

## Demografia
La parròquia té una població de 82 habitants segons les dades de l'INE corresponents a l'any 2021, distribuïts en 12 entitats de població. La parròquia està situada en un vessant al sud del riu Sil, dins de la Ribeira Sacra.

Es divideix en dinou nuclis de població, dels quals només dotze consten a l'INE, són els següents:
- Barrio (O Barrio)
- Campos
- O Carballiño (O Carballiño)
- Cortes (As Cortes)
- Cubela (A Covela)
- Filgueiro (Figueiro)
- As Fontes
- Lama de Paio
- Moreiras de Baixo (Moreiras de Abaixo)
- Moreiras do Meio (Moreiras do Medio)
- Moreiras de Riba (Moreiras de Arriba)
- Outeiro (O Outeiro)
- Pacios
- Paredes
- Pozas (As Pozas)
- San Lourenzo
- San Martiño
- Torbeo
- Ventosa (A Ventosa)
- Vilares (Os Vilares)

## Història
Sebastián de Miñano, Individu de la Reial Acadèmia de la Història, i de la Societat de Geografia de París publica el 1828 el Diccionario geográfico-estadístico de España y Portugal i diu de Torbeo:
| « | (castellà) Del otro lado de este río (Sil) se halla la extensa y rica abadía y coto de Santa María de Torveo, en una cuesta muy alta y con varias quebradas pobladas de castaños. | (català) De l'altre costat d'aquest riu (Sil) es troba l'extensa i rica abadia i vedat de Santa María de Torveo, en una costa molt alta i amb diversos congosts poblats de castanyers. | » |
| — Sebastián de Miñano, Diccionario geográfico-estadístico de España y Portugal (1828) pp.392 Volum IX (San Pedro de Villamarín) | | |   |

Torbeo va ser ajuntament, tenia 1030 habitants el 1827 i Floridablanca el 1785 defineix Torbeo com a Vedat Rodó, Senyoriu Eclesiàstic i Senyoriu Secular, Província d'Orense i jurisdicció de Torbeo, amb Alcalde Ordinari de Senyoriu Secular. Hi ha constància de l'existència d'un important monestir des del segle xii al segle xvi. Són múltiples els textos que fan referència a Vasco Pérez de Quiroga (nascut el 1135), enterrat a l'abadia de Torbeo i en la làpida del qual es podia llegir:
| « | (gallec) Aquí iace el Bon Quiroga rico ome de Castella. Fo muy umilloso e caritativo que a ninguen dexo morrer de fame; requiescat in pace | (català) Aquí jau el Bon Quiroga ric home de Castella. Fou molt humil i caritatiu que a ningú deixà morir de fam; reposi en pau | » |

El 1555, en el Refranes o proverbios en romance d'Hernán Núñez, s'hi recollia el següent refrany:
| «                                                                       | (gallec) Quando fores a Torbeo leva o pan no seo | (català) Quan vagis a Torbeo porta el pa en el pit | » |
| — Hernán Núñez, Refranes o proverbios en romance (1555) pp.102 Punt 541 |                                                  |                                                    |   |

La seva abadia tenia 100 vassalls en temps de Felip II.
En la última etapa de l'Antic Règim Torbeo constituïa jurisdicció de seu, i a principis del segle xix es transformà en concello.
Filomena Arias Armesto (1865-1938), coneguda com La Bruixa o La Sàvia de Torbeo, fou una curandera i endevina de tanta fama en el seu moment que duia a la parròquia gent des de tota Galícia, Lleó, Ponferrada i Astúries, cercant els seus remeis miraculosos i les seves visions. D'ella se n'ha parlat en nombroses publicacions com ara: Vicente Risco en l'estudi d'etnografia a l'obra Historia de Galiza de Ramón Otero Pedrayo, Madera de Boj, de Camilo José Cela, a Lendas galegas de tradición oral, a la Guía da Galicia máxica, etc.
La corresponent parròquia eclesiàstica està sota l'advocació de Santa Maria i forma part de l'arxiprestat de Quiroga, a la diòcesi de Lugo. El temple parroquial es troba al poblet de Torbeo.

## Geografia
Es troba a la vora del riu Sil, i la seva vegetació està formada en gran part per centenaris boscos de castanyers. Té una superfície de 16,2 km², dels quals 4,81 són turons veïns.
A Covela hi ha un espectacular i famós meandre anomenat meandre de Covela

## Patrimoni
- El monument més conegut és l'església romànica de Santa Maria del segle xii, definida com un dels millors i més elegants exemplars del romànic rural gallec en el llibre de D. José Ramón Fernández, que sobre aquesta, va publicar l'Institut Diego Velázquez del Consell Superior de Recerques Científiques el 1945.
- Un altre conegut i singular edifici de Torbeo és el Pazo da Casa Nova.
- El meandre de Covela.
- El jaciment arqueològic de l'abadia benedictina de Torbeo.

### Castanya de Torbeo
La seva gastronomia és famosa per la varietat endèmica de la castanyera torbeana, inclosa a la llista de conreus de castanyers que elabora la FAO.